# 박동형 초상 및 함
박동형 초상 및 함(朴東亨 肖像 및 函)은 대한민국 경기도 성남시 분당구 운중동, 한국학중앙연구원에 있는 조선시대의 초상화이다. 2017년 1월 2일 대한민국의 보물 제1927호로 지정되었다.

## 개요
박동형(朴東亨, 1695∼1739)은 1728년 이인좌, 정희량 등이 주도하여 일으킨 무신란 발발 당시 반란 주동자의 한 사람인 박필현을 포획하는 데 결정적인 역할을 담당함으로써 공신의 반열에 올라 충주박씨 가문을 공신 가문으로 격상시키는 데 크게 기여한 인물이다. 1728년에 그려진 <전신좌상본>과 1751년에 그려진 <반신상본>은 한 인물에 대해 동일초본에서 비롯한 것으로 전신좌상은 유소를 비롯해 옛 장황을 간직한 반면, 반신상은 후대 장황으로 바꾼 점에서 차이를 보인다. 각 초상의 보관함은 초상화가 제작될 때 함께 제작된 것으로 사료된다. 오사모에 단령, 소매 안으로 처리한 두 손, 배경 없이 교의에 앉아 있는 전신좌상, 쌍학흉배와 학정금대, 표피가 덮인 교의, 족좌 위에 놓인 두 발 등 일반 공신상의 전형적인 형태로 그린 화가의 기량을 알려주는 섬세한 필치에 사실적인 묘사가 돋보이는 작품이다.

## 같이 보기
- 박동형

## 참고 자료
- 박동형 초상 및 함 - 국가유산청 국가유산포털